# Calico M960
M960 — пістолет-кулемет американської фірми Calico Light Weapon Systems, представлений у 1990 році.

## Історія
В 1990 пістолети-кулемети фірми Calico Light Weapon Systems з'явилися на ринку. Основною рисою зброї компанії Calico стали циліндричні магазини високої ємності — 50 або 100 патронів, створені до 1985 конструкторами — Майклом Міллером і Уорреном Стоктоном. Пістолети-кулемети системи Calico мали магазини, що знаходилися над зброєю, у її задній частині. Незабаром вони вже експортувалися до Південної Америки, Європи та Близького Сходу. Пістолети-кулемети Calico закуповувалися правоохоронними відомствами США у невеликих обсягах. Крім того, ця зброя постачалася на експорт. У планах компанії-виробника була також реалізація цих пістолетів-кулеметів на цивільному ринку зброї в США, але їм не судилося здійснитися через ухвалений у 1994 році в США закон, який обмежував місткість магазинів цивільної зброї 10 набоями. У результаті до 2000 року компанія Calico пішла зі збройового ринку.

## Конструкція
Пістолети-кулемети компанії Calico використовують автоматику з напіввільним затвором. Шнекові магазини оснащені спіральними напрямними, і подавачем, що обертається під дією спіральної пружини. При обертанні подавача патрони рухаються спіральними напрямними. Запобіжник знаходиться у передній частині спускової скоби і має вигляд поворотного важеля. Корпус пістолета виготовлений із пластику. Центр мас розташований над рукояткою, що полегшує контроль спрямування ствола зброї. Поблизу центру мас розташований магазин.